# Orkan Sabine
Sabine, in Westeuropa meist Ciara, in Norwegen Elsa, war ein Orkan, der weite Teile Europas vom 9. bis 10. Februar 2020 traf.

## Prognostizierte Ausbreitung und Ausmaß

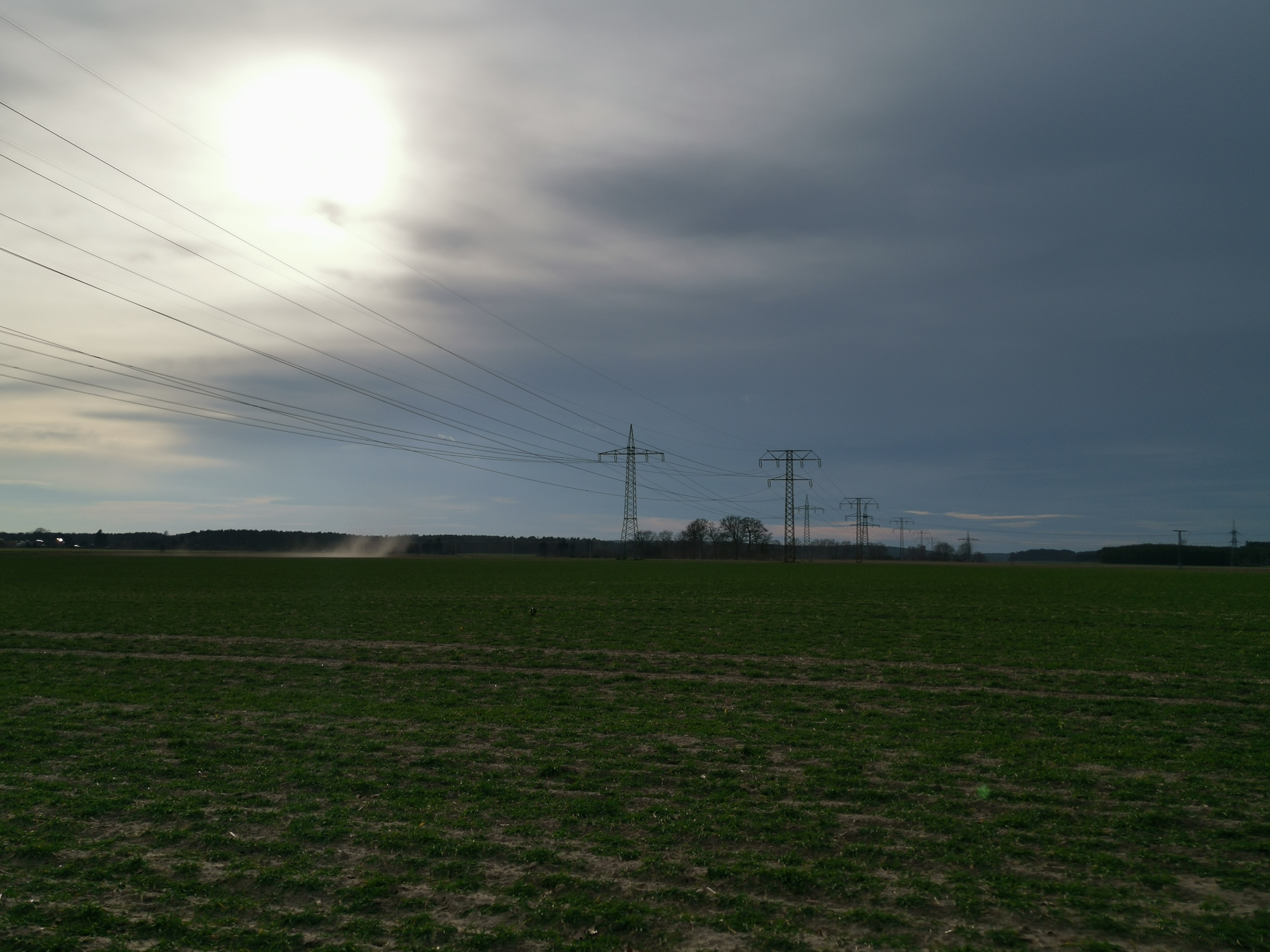
Winterliches Wetter am 9. Februar in Nitzahn, Brandenburg, mit Windbewegung am Boden

Die höchsten Windstärken wurden für den 9. bis 11. Februar prognostiziert. Orkan-Sturmwarnung gab es insbesondere für die britischen Inseln und den Nordseeraum. Für den Brocken wurden Windspitzen bis 175 km/h für möglich gehalten, für die Gipfellagen im Alpenraum sogar bis 200 km/h. Für die norwegische Küste wurde für den 10. und 11. Februar eine Sturmflutwarnung mit bis zu 80 cm erhöhten Flutspitzen gegeben. Es wurde vorhergesagt, dass der Luftdruck dort bis auf einen extrem niedrigen Wert von 940 hPa fallen könnte. Der bisherige norwegische Rekordwert betrug 940 hPa für Bergen im Jahr 1884.
Am 8. Februar 2020 00:00 UTC betrug der Kerndruck des Tiefdruckwirbels westlich von Island lediglich 930 hPa.
Tatsächlich erreichten die Windspitzen 178 km/h auf dem Feldberg, und 170 km/h auf dem Brocken. In Ostfrankreich sollen bis zu 200 km/h gemessen worden sein, auf der Schneekoppe 180 km/h. Auf dem völlig frei stehenden, 2502 m hohen Säntis erreichten die Böen bis zu 188 km/h.

## Auswirkungen

### Personenschäden
Durch den Orkan kam es zu vierzehn Toten und mehreren Verletzten. In Deutschland starb ein Mann an den Folgen eines sturmbedingten Sturzes im Landkreis Freyung-Grafenau, als er von einer Böe erfasst wurde. An den Folgen eines Verkehrsunfalls starb eine 82-jährige Frau in Niedersachsen, als sie vom Wind auf die Fahrbahn gerissen und überfahren wurde. Durch starken Wind starb ein 36-jähriger Mann in der Schweiz ebenfalls bei einem Verkehrsunfall, bei dem ein Anhänger auf die Gegenfahrbahn geriet.
In Schottland starb ein 77-Jähriger nach einem Sturz. In England und in Slowenien wurde je eine Person im Auto von Bäumen erschlagen, ebenfalls in England wurde ein Fußgänger durch einen herabstürzenden Ast tödlich verletzt. Durch herunterfallende Dachteile von einem Skiverleih starben eine Frau und ihre Tochter in Polen. Es gab weitere drei Verletzte. Eine Person erlag im Krankenhaus ihren Verletzungen. In Italien starb eine 77-jährige, nachdem sie von herabstürzenden Teilen eines Dachs getroffen wurde. In Schweden kamen zwei Männer ums Leben, nachdem ihr Boot auf dem Fegensee gekentert war. In Thüringen wurde ein Mann schwer verletzt, nachdem er von einem Hausdach geweht wurde. Im Bundesland Nordrhein-Westfalen sind Angaben des Landesinnenministeriums zufolge 13 Menschen durch den Sturm verletzt worden, davon sieben schwer und sechs leicht. Im Saarland wurden drei Personen verletzt.
Bei Aufräumarbeiten verunglückte ein Waldarbeiter in Lorch-Wollmerschied am 16. Februar tödlich.

### Verkehr

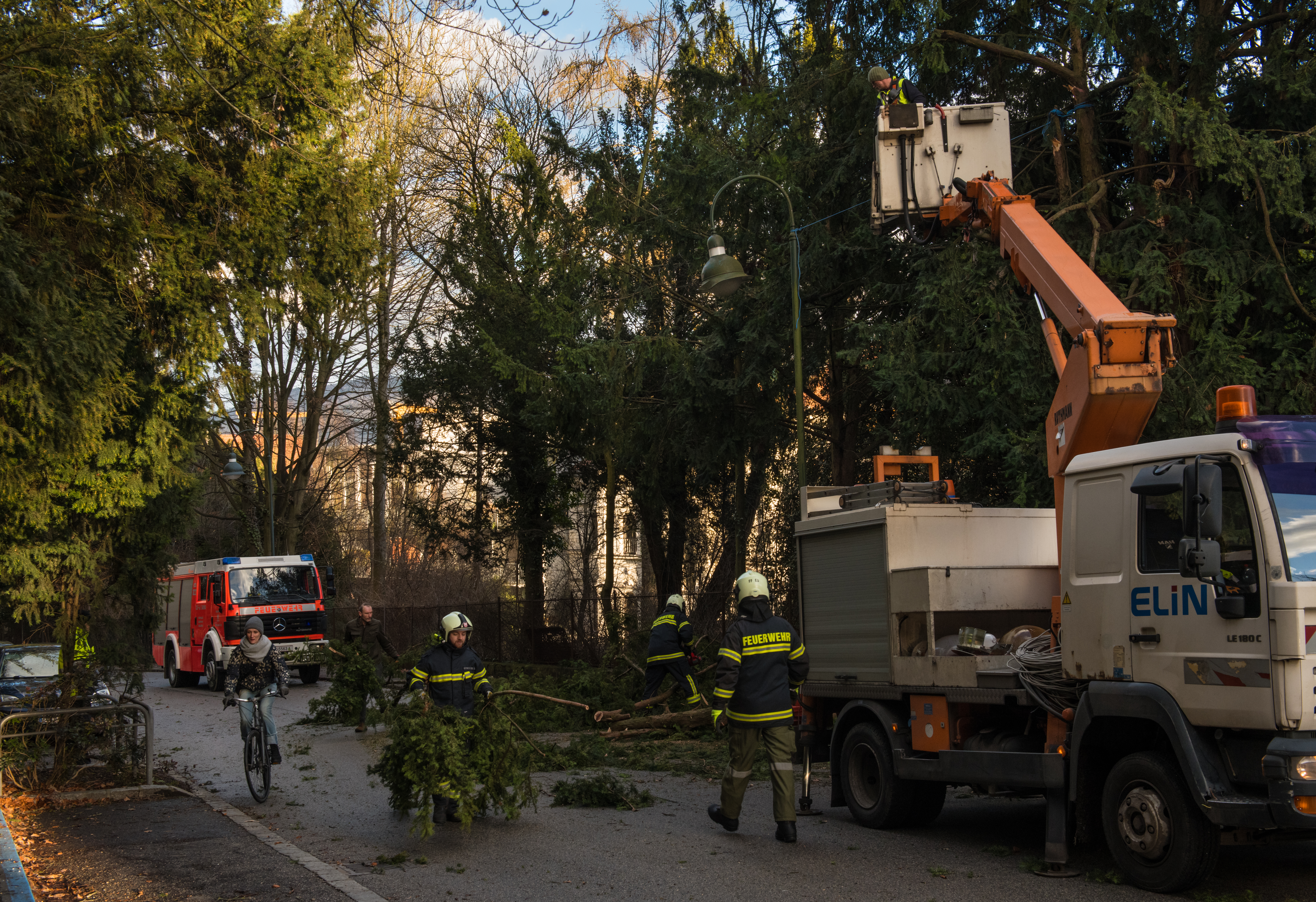
Aufräumarbeiten in Linz

Aus Vorsicht vor dem Sturm Sabine wurden Passagierflüge auf mehreren Flughäfen in Deutschland abgesagt. Davon betroffen waren die Flughäfen Düsseldorf, Köln/Bonn, Paderborn/Lippstadt, Frankfurt, München, Berlin-Tegel und Bremen. Die Lufthansa gab bekannt, Flüge bis zum 10. Februar 2020, 13 Uhr, einzustellen. Autobahnabschnitte wurden gesperrt und Fährdienste zu den Nordseeinseln eingestellt. Der ADAC riet von der Autofahrt während des Sturms ab. Der Zug-Fernverkehr der Deutschen Bahn AG wurde am 9. Februar 2020 gegen 17 Uhr in Nordrhein-Westfalen und ab 18 Uhr bundesweit eingestellt. Ein Intercity-Zug von Amsterdam nach Berlin mit 300 Passagieren fuhr bei Salzbergen im Emsland gegen einen umgestürzten Baum und saß zwei Stunden lang fest. Der Zug- und Flugverkehr wurde auch in Teilstrecken von Schweden den Niederlanden, Großbritannien und der Schweiz eingeschränkt oder eingestellt. Eurowings stellte den Flugbetrieb größtenteils ein.
In Österreich kam es zu kurzfristigen Sperren der Franz-Josefs-Bahn, der Mittenwaldbahn, der Mühlkreisbahn, der Pyhrnbahn und der Summerauer Bahn. Einzelne lokale Straßen mussten von umgestürzten Bäumen befreit werden. Die České dráhy vermeldeten am 10. Februar 45 Störungen im Bahnnetz, von denen um 19 Uhr 31 noch nicht behoben waren.
Im internationalen Flugverkehr sorgte „Sabine“ für einen neuen Geschwindigkeitsrekord für eine Atlantiküberquerung unter Schallgeschwindigkeit. Eine Boeing 747 (G-CIVP) brauchte für die Strecke vom John F. Kennedy International Airport zum Flughafen London Heathrow nur 4 Stunden und 56 Minuten und landete um 4:43 Ortszeit (5:43 MEZ) zwei Stunden früher als geplant. Die übliche Reisezeit beträgt in dieser Richtung mehr als 6 Stunden. In der Spitze wurden, statt der üblichen 900 km/h, zwischen 1287 km/h und 1328 km/h geflogen. Durch den umgebenden Luftstrom wurde die Schallmauer allerdings nicht durchbrochen. Zwei weitere Maschinen schafften ebenfalls eine Flugzeit für diese Strecke unter fünf Stunden.
Es handelte sich um einen normalen Wintersturm; die Einstellungen beim Bahnverkehr in Deutschland waren nach Meinung von Jörg Kachelmann nicht nachvollziehbar.

### Bauwerke

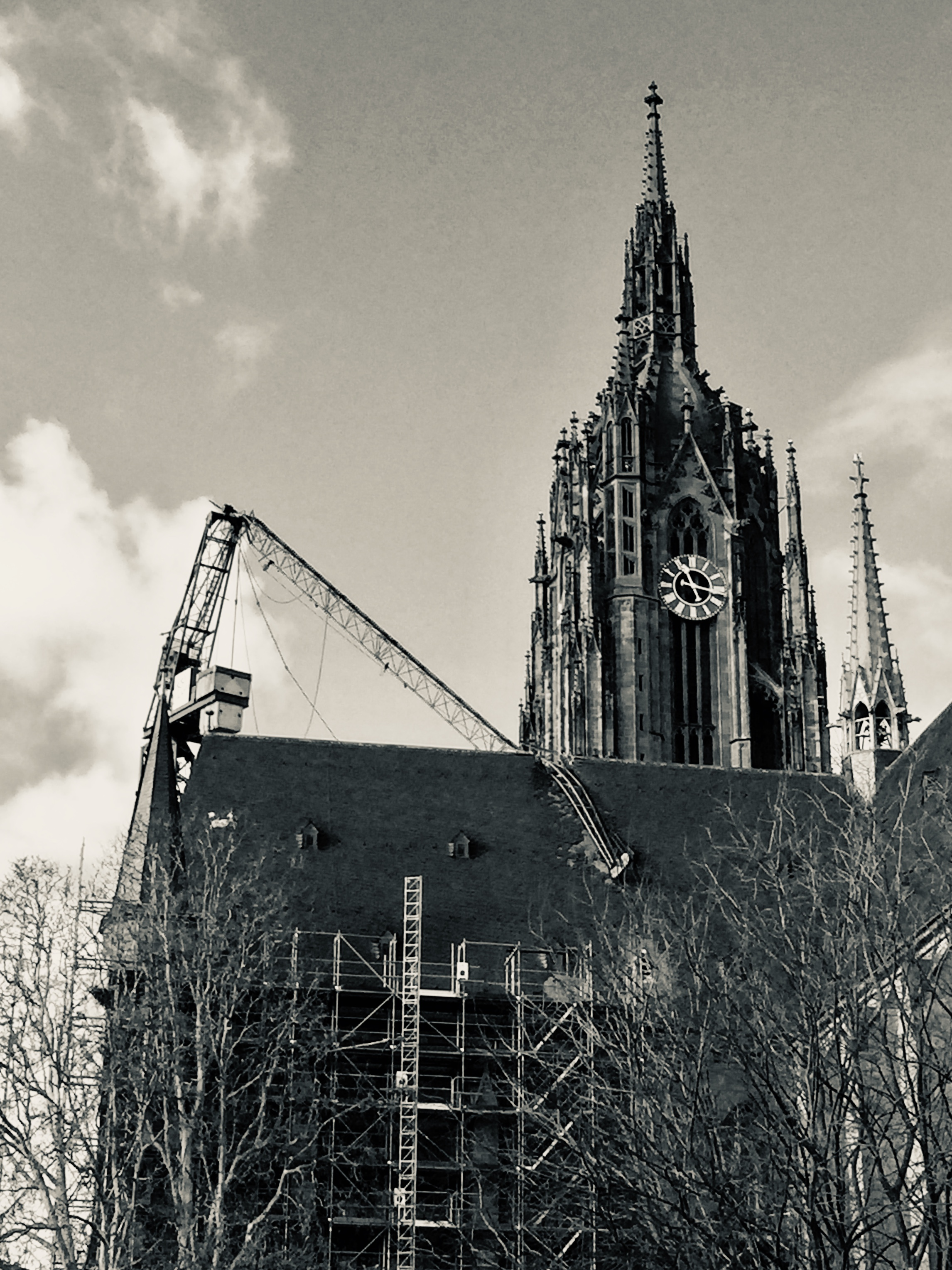
Sturmschaden am Frankfurter Dom durch Gerüst und Kran am Dach des Südquerhauses (10. Februar 2020)

Der Frankfurter Dom wurde durch den Orkan Sabine beschädigt. Der Sturm fuhr unter den Ausleger eines am Dom stehenden Turmdrehkrans, hob ihn an, stellte diesen zunächst senkrecht und kippte ihn weiter, über die Senkrechte hinaus auf den Gegenausleger, über welchem er abknickte. Der abgeknickte Teil des Auslegers beschädigte den Dachfirst und das Dach des südlichen Querhauses.

### Schließung von Einrichtungen und Absage von Veranstaltungen
Der Orkan führte am Sonntag, dem 9. Februar 2020, zu der Absage mehrerer Großveranstaltungen im Sport, unter anderem des rheinischen Bundesligaderbys zwischen Borussia Mönchengladbach und dem 1. FC Köln, sämtlicher Spiele der oberen belgischen und niederländischen Ligen, von Spielen im äußersten Norden Frankreichs sowie des Skisprung-Weltcups in Willingen, und der Schließung von öffentlichen Einrichtungen.
Aufgrund des Orkans wurde der Schul- und Kitabetrieb am 10. Februar 2020 in mehreren Regionen Deutschlands und der Schweiz eingestellt oder die Entscheidung, ihr Kind in die Schule zu schicken, den Eltern überlassen. Im Skigebiet Toggenburg wurde in der Nacht zum 11. Februar 2020 ein Skilift der Bergbahnen Wildhaus so stark zerstört, dass er nicht mehr repariert werden konnte.
Das Festival Wacken Winter Nights, welches vom 14. Februar bis 16. Februar 2020 stattfinden sollte, wurde wegen des Orkans abgesagt. Aufgrund der Wetterlage konnten die entsprechenden Aufbauarbeiten nicht termingerecht umgesetzt werden.

### Überschwemmungen und Stromausfälle

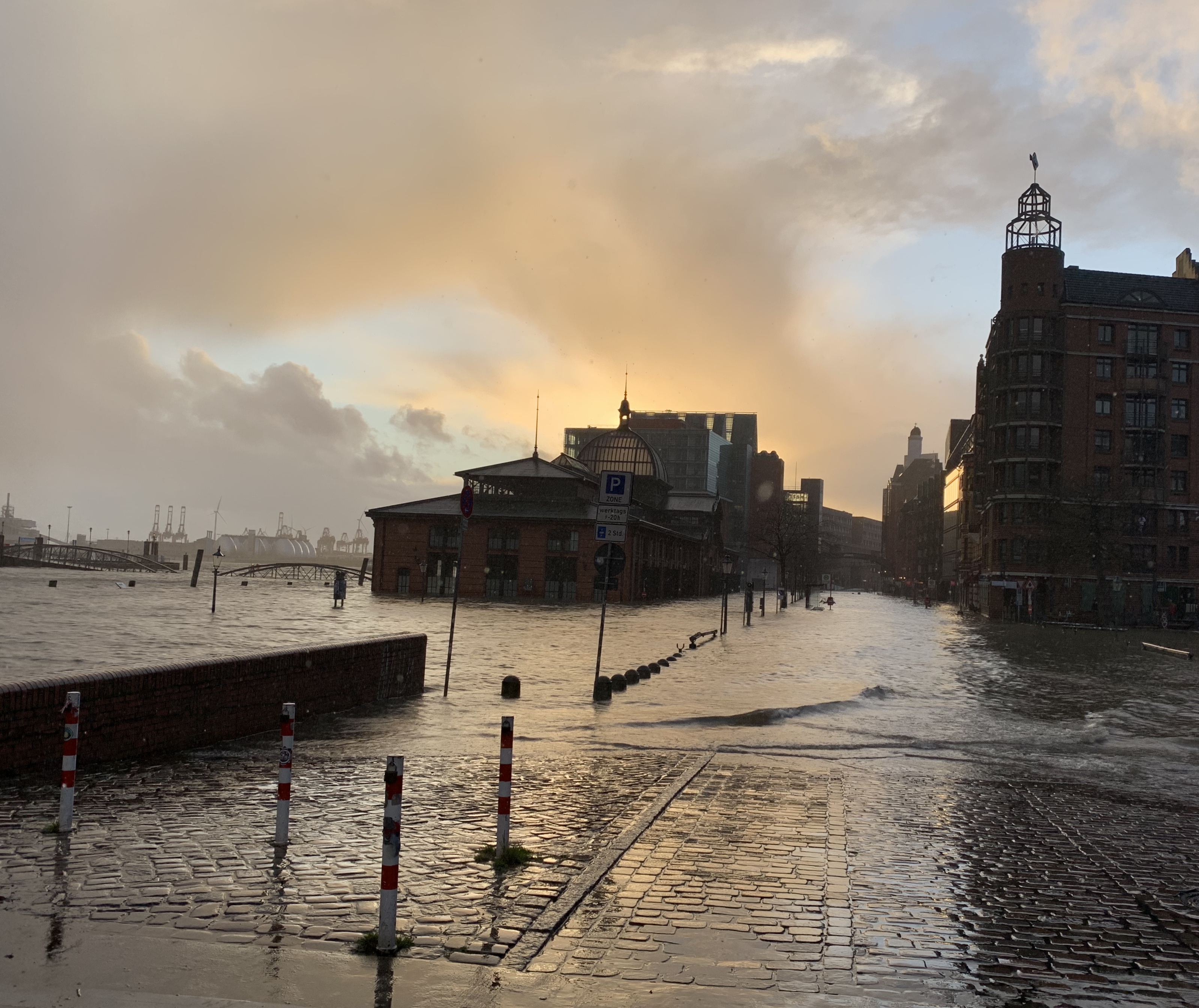
Hochwasser auf dem Altonaer Fischmarkt (10. Februar 2020)

An der Küste von Großbritannien und Irland kam es zu Überschwemmungen und Stromausfällen. Der Altonaer Fischmarkt in Hamburg wurde durch eine Sturmflut nach Angaben des Bundesamts für Seeschifffahrt und Hydrographie überschwemmt. Das Wasser stieg demnach bis zu 2,76 Meter über mittleres Hochwasser. Auch in Bayern kam es in über 60.000 Haushalten zu Stromausfällen. Am Mittag des 11. Februar waren etwa 150.000 bis 200.000 Menschen in Südtirol von einem Stromausfall betroffen.

### Küstenerosion
Durch den Sturm ausgelöste Sturmfluten spülten den Badestrand auf Wangerooge fast vollständig weg. Durch die Küstenerosion gingen 80.000 Kubikmeter Sand verloren.

### Windenergie
Durch den Orkan stellten Windkraftanlagen mit einer Einspeisung von 109 GW einen neuen europaweiten Windkraftrekord auf. In Deutschland lieferten Windkraftanlagen bis zu 43,7 GW, womit die Windenergie zeitweise knapp drei Viertel des kompletten Strombedarfs deckte.

### Versicherte Schäden
Perils berechnet aus Schadendaten von Versicherungsgesellschaften einen europaweiten versicherten Sachschaden (Gebäude, Inhalt und Betriebsunterbrechung ohne Kraftfahrzeugschäden, Transport und Landwirtschaft/Forst) in Höhe von 1,6 Mrd. Euro. Die Versicherungsmathematiker von Meyerthole Siems Kohlruss (MSK) errechnen für die deutschen Versicherer einen Sachschaden von 600 Mio. Euro bei mehr als 500.000 Einzelschäden. Der GDV meldet zusätzliche 75 Mio. Euro an Kfz-Schäden. Für Österreich beträgt der versicherte Schaden 70 Mio. Euro, für die Schweiz 60 Mio. Euro und für Tschechien 24 Mio. Euro.